# Мальчугина, Галина Вячеславовна
Галина Вячеславовна Мальчугина (род. 17 декабря 1962, Брянск) — советская, российская легкоатлетка, специализировалась в беговых дисциплинах. Серебряный и бронзовый призёр Олимпийских игр в составе сборной СССР и Объединённой команды.
Чемпионка мира 1993. Чемпионка Европы 1994 в помещении.
Заслуженный мастер спорта СССР (1991). Заслуженный тренер России (2009). Награждена медалью ордена «За заслуги перед Отечеством» II степени (2010).
Мать российской легкоатлетки Юлии Чермошанской.